# Wilson Flórez
Wilson Flórez Vanegas (La Mesa, Cundinamarca, Colombia, 27 de junio de 1977) es un político colombiano e ingeniero industrial de la Universidad de los Andes. El 21 de mayo de 2019 fue elegido por el partido Centro Democrático como candidato a la gobernación por el departamento de Cundinamarca.

## Biografía
Wilson Flórez proviene de La Mesa, municipio de Cundinamarca.  
En 1996 se graduó del Colegio Departamental Francisco Julián Olaya del municipio. Obtuvo la distinción Andrés Bello por su excelente desempeño en las pruebas de Estado. Posteriormente, en el año 1998, obtuvo una beca en la Universidad de los Andes, para estudiar Ingeniería Industrial, misma universidad donde dos años más tarde (2003) realizaría una maestría en Ingeniería Industrial.   
En el año 2015, fue becado por la Universidad de Tulane de Estados Unidos, donde hizo una maestría en Administración. Para 2017, culminó un doctorado en Management en la misma universidad. 
Wilson Flórez fue gerente del Centro de Excelencia en Complejidad (CEIBA), durante nueve años  (2008-2016) y asesor del Viceministro de Educación (preescolar, primaria y secundaria) en el Ministerio de Educación de Colombia, en 2016. 
También ha trabajado en el Departamento de Ingeniería Industrial de la Universidad de los Andes, en donde ha participado en cursos y diferentes proyectos de investigación con empresas públicas y privadas en temas relacionados con estructura organizacional y estrategia corporativa. Fue el director del Programa de Liderazgo en Ingeniería, iniciativa de la Universidad de los Andes con el apoyo del Instituto Tecnológico de Massachussetts (MIT).  
Luego de obtener el 57% de la votación del sondeo realizado por la firma encuestadora Guarumo entre militantes del partido Centro Democrático, Flórez fue elegido como candidato del partido a la Gobernación de Cundinamarca.